# Yelicones koreanus
Yelicones koreanus (лат.) — вид паразитических наездников рода Yelicones из семейства Braconidae (Ichneumonoidea) отряда перепончатокрылые насекомые. Приморский край (Россия), провинции Чжэцзян и Фуцзянь (Китай), а также Япония, Корея, Вьетнам.

## Описание
Наездники мелких размеров (около 5 мм). Ноги коренастые, короткие. Мезоскутум с линией нотаулей на передних двух третях и обычно с тёмной линией, соединяющей их перед задним краем; проплеврон и передние тазики беловатые. Третий тергит гладкий, второй тергит частично морщинистый. Предположительно, как и близкие виды, паразитирует в качестве эндопаразитоидов на гусеницах бабочек-огнёвок (Pyralidae и Crambidae) и окукливается внутри шкурки гусеницы, которая, твердея, образует так называемую мумию. Вид был впервые описан в 1985 году венгерским энтомологом Jenő Papp (1933—2017) по типовым материалам из Корейского полуострова.